# Interessetime
Interessetime, begreb, der dækker over en del af arbejdstiden, som den ansatte ikke får løn for.
Udtrykket kommer af, at den ansatte ifølge arbejdsgiveren har en interesse i at arbejde gratis – enten for at gøre interesse på chefen eller for at undgå at blive fyret.
Fænomenet er især udbredt i detailhandelen. Det er imidlertid ikke lovligt, og med mindre den ansatte er funktionslønnet, vil vedkommende kunne kræve erstatning – uanset om vedkommende er medlem af en fagforening.